# Les Trois Prochains Jours
Pour plus de détails, voir Fiche technique et Distribution.
Les Trois Prochains Jours ou Tout pour elle au Québec (The Next Three Days en version originale) est un film franco-américain réalisé par Paul Haggis, sorti en 2010. C'est le remake du film français Pour elle sorti en 2008. Russell Crowe et Elizabeth Banks y reprennent les rôles à l'origine tenus par Vincent Lindon et Diane Kruger, bien que les noms des personnages aient été changés.
Lors de sa sortie en salles, Les Trois Prochains Jours reçoit un accueil critique mitigé et un succès commercial assez modeste au box-office.

## Synopsis
John Brennan, un professeur à l'université à Pittsburgh, vit une vie normale avec sa femme Lara et son fils. Un jour, Lara se dispute à son travail avec sa supérieure. Sa supérieure monte dans sa voiture, mais une voleuse l'assomme avec un extincteur et la vole. La voleuse s'enfuit en bousculant Lara. Lors de la bousculade, elle perd un bouton qui tombe dans une bouche d'égout. Lara trouve l'extincteur devant sa voiture qu'elle déplace et monte dans sa voiture sans voir sa supérieure morte par terre. Lara est tachée par le sang de sa supérieure, mais elle ne s'en rend pas compte. Tout s'écroule lorsque Lara est arrêtée et enfermée dans la prison de Pittsburgh pour avoir tué sa patronne. Bien qu'elle nie l'avoir commis, elle est condamnée. Les preuves de sa condamnation sont solides :
1. elle a été trouvée en train de nettoyer sa veste tachée du sang de sa patronne,
2. ses empreintes se trouvent aussi sur l'arme du crime (un extincteur),
3. un de ses collègues l'a vue quitter la scène de crime.

Trois ans plus tard, John se bat pour élever leur fils, tout en se démenant pour prouver l'innocence de Lara. Mais quand la demande en appel échoue, l'avocat refuse d'aller devant la cour suprême et Lara s'enfonce dans la dépression, et elle va jusqu’à faire une tentative de suicide, mais elle est sauvée. John n'a plus qu'une seule solution : faire évader sa femme. Il se lance alors dans cette aventure désespérée, bien qu'il ne lui ait jamais demandé si elle était vraiment coupable. Elle finit par lui avouer sa culpabilité au cours d'une visite.
John, durant l'un de ses cours, pose la question existentielle : « If we choose to exist in our own reality, are we insane? » (Si l'on s'invente sa vérité, peut-on dire qu'on est fou ?).
John rencontre ensuite Damon Pennington, un ancien criminel, qui a réussi à s’évader de prison sept fois. Damon lui donne quelques conseils. Le premier est d'étudier les lieux, en lui précisant que chaque prison a sa « clé ». John doit également avoir des faux passeports pour lui, sa femme et son fils, un permis de conduire et numéro de sécurité sociale, et beaucoup d'argent pour réussir son plan. Pour tout réussir, il doit quitter la ville en moins de 15 minutes. Mais par-dessus tout, John devra se durcir et être prêt à tout, car il pourrait être amené à blesser des innocents au cours de sa cavale.
John prépare alors son évasion. Il fait des repérages autour de la prison et se met en quête de faux papiers, mais la plupart des malfrats qu'il croise se méfient de lui. Après avoir finalement obtenu deux passeports pour réussir à prendre l'avion sous une fausse identité, il apprend à fabriquer de fausses clés afin d’ouvrir les portes de la prison. Il tente d'en essayer une lors d'une visite à sa femme, mais elle se casse dans la serrure, ce qui lui vaut d'être interrogé par le directeur de la prison et tenu à l’œil par des policiers pendant les jours qui suivent.
Cependant, John apprend que Lara va être transférée dans trois jours. Il ne lui reste donc plus que 72 heures pour la faire évader, sans quoi tous ses efforts auraient été inutiles. Parallèlement, John s'aperçoit qu'il n'a plus assez d'argent pour organiser l'évasion de Lara. Il se résout donc à braquer un laboratoire de dealers, parvient à mettre leur magot dans un sac et le prendre, mais dans le feu de l'action, deux d'entre eux sont tués.
Lorsque le « jour J » arrive, John met son plan à exécution. Il commence par couper les communications d'une clinique pour diabétiques, puis s'infiltrant dans la camionnette livrant les résultats médicaux à la prison, il remplace le dossier de sa femme par un autre qui contient des données falsifiées, afin que Lara soit transférée dans un hôpital, où il réussit à l'extraire. Poursuivis par des policiers, ils réussissent à les semer et retournent chercher leur fils déposé à un anniversaire, mais ils apprennent sur place que ce dernier a été déplacé au zoo.
Alors qu'ils s'efforcent de rejoindre le zoo le plus vite possible, John s'aperçoit qu'ils n'ont plus le temps : Pennington lui avait expliqué qu'un barrage routier pouvait être mis en place en 35 minutes, et elles sont presque écoulées. Il se résout donc à laisser Luc à ses grands-parents, en pensant le récupérer un jour, mais Lara ne peut s'y résoudre. Ils vont donc le chercher, puis embarquent un couple âgé pour brouiller les recherches de la police. Ils prennent tous les trois un avion pour Caracas au Venezuela, où ils arrivent sans encombre.

## Fiche technique
- Titre : Les Trois Prochains Jours
- Titre original : The Next Three Days
- Réalisation : Paul Haggis
- Scénario : Paul Haggis, d'après le scénario de Fred Cavayé et Guillaume Lemans
- Musique : Danny Elfman
- Photographie : Stéphane Fontaine
- Montage : Jo Francis
- Décors : Laurence Bennett
- Direction artistique : Gregory S. Hooper
- Costumes : Abigail Murray
- Production : Olivier Delbosc, Paul Haggis, Marc Missonnier et Michael Nozik
  - Coproduction : Eugénie Grandval
  - Production exécutive : Anthony Katagas et Agnès Mentre
- Sociétés de production : Lionsgate, Fidélité Films et Hwy61
- Sociétés de distribution : Lionsgate, Metropolitan Filmexport
- Budget : 35 millions $
- Pays de production :  États-Unis,  France
- Langue de tournage : anglais
- Format : couleur — 35 mm et cinéma numérique — 2,35:1 — son Dolby Digital, DTS et SDDS
- Genres : thriller
- Durée : 130 minutes
- Dates de sortie :
  - États-Unis : 19 novembre 2010
  - France : 8 décembre 2010
  - Belgique : 22 décembre 2010

## Distribution
- Russell Crowe (VF : Marc Alfos ; VQ : Pierre Auger) : John Brennan
- Elizabeth Banks (VF : Marie-Eugénie Maréchal ; VQ : Viviane Pacal) : Lara Brennan
- Liam Neeson (VF : Frédéric van den Driessche ; VQ : Denis Mercier) : Damon Pennington
- Olivia Wilde (VF : Caroline Pascal ; VQ : Catherine Proulx-Lemay) : Nicole
- Brian Dennehy (VF : Richard Leblond ; VQ : Yves Massicotte) : George Brennan
- Jason Beghe (VF : Pascal Germain ; VQ : Marc-André Bélanger) : Détective Quinn
- RZA : Mouss
- Daniel Stern (VF : Pierre Dourlens ; VQ : Denis Michaud) : Meyer Fisk
- Tyrone Giordano (VQ : Benoit Éthier) : Mike
- Ty Simpkins (VF : Théo Benhamour) : Luke
- Moran Atias (VF : Karine Texier) : Erit
- Helen Carey (VF : Danièle Hazan ; VQ : Élizabeth Lesieur) : Grace Brennan
- Aisha Hinds (VQ : Marika Lhoumeau) : Détective Collero
- Allan Steele (VF : Pierre-Arnaud Juin) : le sergent Harris
- Lennie James (VF : Daniel Lobé ; VQ : Manuel Tadros) : le lieutenant Nabulsi
- Kevin Corrigan : Alex
- Jonathan Tucker (VQ : Hugolin Chevrette-Landesque) : David

Sources et légendes : version française (VF) sur RS Doublage et AlloDoublage ; version québécoise (VQ)

## Production

### Attribution des rôles
- Paul Haggis a écrit le scénario du film avec Russell Crowe en tête pour le rôle de John Brennan. Le comédien néo-zélandais a d'ailleurs très vite accepté le rôle, en raison du film Collision, qu'il admire[4].
- Elizabeth Banks a déjà joué une mère de famille accusée de meurtre dans la série New York, unité spéciale[5],[4].

### Tournage
En octobre 2009, Paul Haggis et son équipe entament le tournage à Pittsburgh, en Pennsylvanie,. Le 4 octobre 2009, le tournage du film était en cours, pour s'achever le 12 décembre 2009. Le 14 décembre 2009, le Pittsburgh Post-Gazette a rapporté que le tournage des Trois Prochains Jours allait être terminé ce jour-là, après 52 jours de tournage.

## Réception

### Accueil critique
Les Trois Prochains jours a rencontré dans les pays anglophones des critiques mitigées, récoltant 51 % d'avis favorables, sur le site Rotten Tomatoes, sur la base de 159 commentaires et une note moyenne de 5.9⁄10. Le site Metacritic lui attribue un score de 52⁄100, basé sur 35 commentaires.
En France, les avis de la presse demeurent variés. Sur Allociné, ayant recensé les critiques de presses francophones, lui attribue une note moyenne de 2.9⁄5.

### Box-office
| Pays ou région | Box-office      | Date d'arrêt du box-office | Nombre de semaines |
| -------------- | --------------- | -------------------------- | ------------------ |
| Mondial        | 67 448 651 USD  | 25 septembre 2011          | –                  |
| États-Unis     | 21 148 651 USD  | 6 janvier 2011             | 7                  |
| France         | 174 645 entrées | 9 février 2011             | 10                 |

#### Performance au box-office
Distribué dans 2 564 salles pour son premier week-end d'exploitation aux États-Unis, Les Trois Prochains Jours fait pourtant un mauvais démarrage, puisqu'il ne parvient qu'à se classer en cinquième position du box-office,, avec seulement 6 542 779 $, pour une moyenne de 2 552 $ par salles,. Le week-end suivant, toujours avec le même nombre de salles à le diffuser, le film fait une baisse de 28,4 % par rapport au précédent résultat, puisque pour une moyenne de 1 826 $ par salles, il ne parvient qu'a engranger 4 683 123 $, soit un cumul de 14 392 072 $ et une neuvième position, faisant mieux que le précédent film réalisé par Paul Haggis, Dans la vallée d'Elah (qui ne totalisait que 1 449 030 $ après deux week-ends en salles, toutefois avec une combinaison de salles inférieure), mais moins bien que le premier film du réalisateur, Collison (19,6 millions de dollars de recettes après deux week-ends en salles). Les Trois Prochains Jours n'arrive pas à se maintenir au box-office, puisque le film connaît un relatif échec commercial sur le territoire américain, avec seulement un total de 21,1 millions de dollars de recettes après sept semaines à l'affiche.
C'est à l'étranger que le long-métrage arrive à marcher correctement, puisque le total des recettes étrangères avoisinent les 46,3 millions de dollars, notamment grâce aux résultats en Allemagne, en Italie, en Russie et en Grande-Bretagne, atteignant entre 3 et 4 millions de dollars, faisant un cumul de 67,4 millions de dollars au box-office mondial.